# Panagiótis Tétsis
Panagiótis Tétsis (grec moderne : Παναγιώτης Τέτσης ; Hydra, 1925 - Athènes, 5 mars 2016) est un graveur et peintre professeur d'université grec, originaire de l'île d'Hydra.

## Biographie

### Études
Panagiótis Tétsis né en 1925 sur l'île d'Hydra, de parents locaux, et est le fils d'un restaurateur. Il reste sur son île natale jusqu'en 1937, date à laquelle sa famille s'installe au Pirée, d'abord dans le centre-ville, puis dans le quartier de Kallípoli, après l'Occupation. En 1940, il suit ses premiers cours de peinture auprès de l'amateur d'art et sculpteur sur bois allemand Klaus Frieslander, tout en faisant la connaissance de Níkos Chatzikyriákos-Ghíkas et Dimítris Pikiónis. Après la fin de ses études secondaires, il entreprend des études de droit, qu'il abandonne, cependant, peu de temps après. Pendant la dernière année de la période de l'Occupation, il est admis à l'École des beaux-arts d'Athènes, d'où il sort diplômé en 1949, au terme d'études auprès de Dimítrios Biskínis, Pávlos Mathiópoulos et Konstantínos Parthénis. Par la suite, grâce à une bourse, il complète ses études au sein de l'École des Beaux-Arts de Paris au cours de la période 1953-1956, où il apprend la gravure,,,.

### Expositions
Tétsis connait sa première exposition individuelle en 1948. Depuis lors, parmi les expositions auxquelles il participe à travers le monde, figurent notamment la Biennale de São Paulo en 1957 et 1965, la Biennale d'Alexandrie en 1959, les Expositions internationales de gravure de Lugano (1960) et de Tokyo (1964), etc. En 1970, malgré sa sélection comme représentant de la Grèce à la Biennale de Venise, il refuse d'y participer, protestant contre les événements politiques survenus en Grèce. En 2004, il participe à l'exposition des artistes européens au Centre européen d'art (EUARCE), organisée dans le cadre du congrès mondial de l'Association internationale des critiques littéraires (A.I.C.L.). En 1999, la Pinacothèque nationale d'Athènes organise une exposition rétrospective de son œuvre.

### Carrière en tant que professeur
En 1951, il est nommé conservateur de la chaire de design libre à l'école d'architecture de l'Université polytechnique nationale d'Athènes, tandis qu'entre 1958 et 1962, il est professeur à l'Institut technologique athénien. En 1958, il participe à la fondation de l'École libre des beaux-arts, par la suite connue sous le nom d'École Vakaló, où lui-même enseigne jusqu'en 1976. Au cours de cette même année, il est élu professeur à l'École des beaux-arts d'Athènes, où il reste jusqu'en 1991, tandis qu'en 1989, il est élu recteur de cette dernière. Pendant son rectorat, en 1992, l'ancienne usine textile « Sikyarídion », siège actuel de l'institution, est cédée à l'École des beaux-arts d'Athènes par l'État. En 1993, il devient membre de l'Académie d'Athènes,,.

### Son œuvre
Tétsis développe une conception personnelle de l'expressionnisme. Ses œuvres comprennent des scènes de la vie quotidienne, des portraits, des paysages, ainsi que des natures mortes. Dans ses œuvres, une attention particulière est accordée aux couleurs et à la lumière. Outre la peinture, Tétsis se consacre également à la gravure et à la réalisation de peintures murales dans des églises et des bâtiments publics,.
Le 29 février 2016, il reçoit le prix Giánnis Móralis, créé la même année. Le prix est remis à son fils, Aléxis, par le président de la République, Prokópis Pavlópoulos, lors d'une cérémonie qui se tient au sein du Palais de la musique d'Athènes,.
Il meurt le 5 mars 2016, à l'âge de 91 ans, à Athènes, au sein de l'hôpital Evangelismós.